# Godofredo Pacheco
Godofredo Pacheco (Madrid, 18 d'octubre de 1919 - † 3 de maig de 1974) va ser un director de fotografia espanyol.

## Biografia
Godofredo Pacheco, fill del fotògraf Juan Pacheco, van dirigir el seu propi estudi fotogràfic durant la Guerra Civil espanyola. Després del fer el servei militar posterior, va treballar com a ajudant de càmera al cinema. Des de 1955 fou director de fotografia i va ser responsable de les pel·lícules de guerra, westerns i de terror de baix pressupost, treballant diverses vegades amb els directors León Klimovsky i Jesús Franco Manera.

## Filmografia
- 1961: Gritos en la noche
- 1962: Il terrore di notte
- 1962: Dulcinea
- 1963: Das Geheimnis der schwarzen Witwe
- 1965: El marqués
- 1970: Los monstruos del terror
- 1971: Commando attack
- 1973: Campa carogna… la taglia cresce
- 1973: Valdez il mezzosangue
- 1978: Un par de zapatos del 32

## Premis
Medalles del Cercle d'Escriptors Cinematogràfics
| Any  | Categoria         | Pel·lícula | Resultat  |
| ---- | ----------------- | ---------- | --------- |
| 1962 | Millor fotografia | Dulcinea   | Guanyador |